# Кремона (Альберта)
Кремона (англ. Cremona) — село в Канаді, у провінції Альберта, у складі муніципального району Маунтін-В'ю.

## Населення
За даними перепису 2016 року, село нараховувало 444 особи, показавши скорочення на 2,8%, порівняно з 2011-м роком. Середня густина населення становила 228,6 осіб/км².
З офіційних мов обидвома одночасно володіли 25 жителів, тільки англійською — 415. Усього 30 осіб вважали рідною мовою не одну з офіційних.
Працездатне населення становило 275 осіб (69,6% усього населення), рівень безробіття — 9,1% (13,8% серед чоловіків та 0% серед жінок). 83,6% осіб були найманими працівниками, а 16,4% — самозайнятими.
Середній дохід на особу становив $37 064 (медіана $29 120), при цьому для чоловіків — $46 109, а для жінок $27 853 (медіани — $47 104 та $21 824 відповідно).
30,4% мешканців мали закінчену шкільну освіту, не мали закінченої шкільної освіти — 21,5%, 48,1% мали післяшкільну освіту, з яких 21,1% мали диплом бакалавра, або вищий.
| Статево-вікова структура населення | Статево-вікова структура населення | Статево-вікова структура населення | Статево-вікова структура населення | Статево-вікова структура населення |
| ---------------------------------- | ---------------------------------- | ---------------------------------- | ---------------------------------- | ---------------------------------- |
|                                    |                                    |                                    |                                    |                                    |
| Всього                             | Всього                             | 50,0%                              |                                    |                                    |
| 0 — 14 років                       | 0 — 14 років                       |                                    | 18,2%                              | 18,2%                              |
| 15 — 64 років                      | 15 — 64 років                      |                                    | 67%                                | 67%                                |
| 65 і більше                        | 65 і більше                        |                                    | 14,8%                              | 14,8%                              |
| Середній вік (років)               | Середній вік (років)               | 40,038,5                           | 39,3                               | 39,3                               |
| Медіана (років)                    | Медіана (років)                    | 40,539,0                           | 39,5                               | 39,5                               |
| — чоловіки — жінки                 |                                    |                                    |                                    |                                    |

| Походження мешканців:     | Походження мешканців:     | Походження мешканців: | Походження мешканців: | Походження мешканців: |
| ------------------------- | ------------------------- | --------------------- | --------------------- | --------------------- |
| Походження                |                           |                       | осіб                  | %                     |
| Корінні американці        | Корінні американці        |                       | 65                    | 14.64%                |
| Інше північноамериканське | Інше північноамериканське |                       | 175                   | 39.41%                |
| Європейське               | Європейське               |                       | 375                   | 84.46%                |
| британське                | британське                |                       | 285                   | 64.19%                |
| французьке                | французьке                |                       | 35                    | 7.88%                 |
| українське                | українське                |                       | 15                    | 3.38%                 |
| Азійське                  | Азійське                  |                       | 45                    | 10.14%                |
| Океанійське               | Океанійське               |                       | 10                    | 2.25%                 |

| Зайнятість населення за галузями (за класифікацією NOC): | Зайнятість населення за галузями (за класифікацією NOC): | Зайнятість населення за галузями (за класифікацією NOC): | Зайнятість населення за галузями (за класифікацією NOC): | Зайнятість населення за галузями (за класифікацією NOC): |
| -------------------------------------------------------- | -------------------------------------------------------- | -------------------------------------------------------- | -------------------------------------------------------- | -------------------------------------------------------- |
|                                                          |                                                          |                                                          |                                                          |                                                          |
| Управління                                               | Управління                                               |                                                          | 12,7%                                                    | 12,7%                                                    |
| Бізнес, фінанси та адміністрування                       | Бізнес, фінанси та адміністрування                       |                                                          | 12,7%                                                    | 12,7%                                                    |
| Природничі та прикладні науки                            | Природничі та прикладні науки                            |                                                          | 3,6%                                                     | 3,6%                                                     |
| Охорона здоров'я                                         | Охорона здоров'я                                         |                                                          | 3,6%                                                     | 3,6%                                                     |
| Освіта, правозахист, муніципальні та урядові служби      | Освіта, правозахист, муніципальні та урядові служби      |                                                          | 5,5%                                                     | 5,5%                                                     |
| Мистецтво, культура, відпочинок та спорт                 | Мистецтво, культура, відпочинок та спорт                 |                                                          | 5,5%                                                     | 5,5%                                                     |
| Роздрібна торгівля та послуги                            | Роздрібна торгівля та послуги                            |                                                          | 23,6%                                                    | 23,6%                                                    |
| Гуртова торгівля, транспорт та обладнання                | Гуртова торгівля, транспорт та обладнання                |                                                          | 25,5%                                                    | 25,5%                                                    |
| Природні ресурси, сільське господарство                  | Природні ресурси, сільське господарство                  |                                                          | 7,3%                                                     | 7,3%                                                     |

## Клімат
Середня річна температура становить 2,6°C, середня максимальна – 20,9°C, а середня мінімальна – -17,8°C. Середня річна кількість опадів – 500 мм.
| Клімат поселення                              | Клімат поселення | Клімат поселення | Клімат поселення | Клімат поселення | Клімат поселення | Клімат поселення | Клімат поселення | Клімат поселення | Клімат поселення | Клімат поселення | Клімат поселення | Клімат поселення | Клімат поселення |
| Показник                                      | Січ.             | Лют.             | Бер.             | Квіт.            | Трав.            | Черв.            | Лип.             | Серп.            | Вер.             | Жовт.            | Лист.            | Груд.            |                  |
| Середній максимум, °C                         | −4,06            | −0,92            | 3,38             | 9,74             | 15,14            | 18,89            | 20,94            | 20,89            | 16,02            | 11,02            | 2,72             | −2,38            |                  |
| Середня температура, °C                       | −10,95           | −7,8             | −3,52            | 2,85             | 8,25             | 12,02            | 14,39            | 14,30            | 9,46             | 4,45             | −3,84            | −8,94            |                  |
| Середній мінімум, °C                          | −17,82           | −14,69           | −10,4            | −4,04            | 1,36             | 5,13             | 7,83             | 7,76             | 2,90             | −2,1             | −10,42           | −15,5            |                  |
| Норма опадів, мм                              | 13               | 13               | 26               | 34               | 65               | 94               | 81               | 71               | 53               | 20               | 18               | 12               |                  |
| Середньомісячна швидкість вітру, м/с          | 3.30             | 3.20             | 3.46             | 3.60             | 3.50             | 3.38             | 3.00             | 2.85             | 3.10             | 3.39             | 3.40             | 3.30             |                  |
| Середньомісячна сонячна радіація, кДж/м²·день | 3893             | 7398             | 12372            | 16983            | 20422            | 21744            | 22687            | 19311            | 13412            | 8074             | 4164             | 2973             |                  |
| --------------------------------------------- | ---------------- | ---------------- | ---------------- | ---------------- | ---------------- | ---------------- | ---------------- | ---------------- | ---------------- | ---------------- | ---------------- | ---------------- | ---------------- |
| Джерело:                                      |                  |                  |                  |                  |                  |                  |                  |                  |                  |                  |                  |                  |                  |